# Craig Etherington
Craig Etherington (sinh ngày 16 tháng 9 năm 1979) là một cựu cầu thủ bóng đá người Anh thi đấu ở Football League cho West Ham United, Halifax Town và Plymouth Argyle.